# Marcelina Kulikowska
Marcelina Kulikowska (ur. 4 lutego 1872 w Biełosówce na Podolu, zm. 19 czerwca 1910 w Krakowie) – polska dramatopisarka i poetka, feministka i nauczycielka, przyrodniczka, reportażystka.
Ukończyła gimnazjum w Warszawie. Ukończyła studia przyrodnicze na Uniwersytecie w Genewie, następnie współtworzyła Towarzystwo Szkoły Gimnazjalnej Żeńskiej w Krakowie, które prowadziło I Żeńskie Gimnazjum w Krakowie. Marcelina Kulikowska pracowała w nim jako nauczycielka, do momentu gdy ujawniła, że nie jest teistką i poparła teorię ewolucji, co uniemożliwiło jej dalszą pracę w oświacie. Pisała reportaże, m.in. dla „Kuryera Lwowskiego”. Była członkinią Stowarzyszenia Pomocy Naukowej dla Polek im. J. I. Kraszewskiego i współzałożycielką Towarzystwa Uniwersytetu Ludowego im. Adama Mickiewicza, które powstało w Krakowie i Lwowie w 1898 roku. 
W wieku 38 lat popełniła samobójstwo, strzelając sobie w serce. Pochowana na cmentarzu Rakowickim w Krakowie, w kwaterze XVI.

## Twórczość
- 1899 – Mistrz Zenon
- 1906 – Dzisiejszym dniom
- 1907 – W promieniach
- 1909 – Dusze kobiece... serce kobiece...
- 1909 – Król Bolesław Chrobry
- 1911 – Barwy duszy
- 1911 - Frania. Dziecko śmierci
- 1911 - Z wędrówek po kraju
- 1911 - Z dziejów duszy (fragmenty dziennika Kulikowskiej wybrane przez jej przyjaciółkę Helenę Witkowską)
- W 2001 roku wydano zbiór jej wierszy pt. Marcelina Kulikowska. Poezje[2].